# Ouvrage de l'Immerhof
L'ouvrage de l'Immerhof, appelé aussi ouvrage de la Ferme-Immerhof ou Le Tiburce, est un ouvrage fortifié de la ligne Maginot, situé sur la commune d'Hettange-Grande, dans le département de la Moselle. Il s'agit d'un petit ouvrage mixte (c'est-à-dire comportant un peu d'artillerie), comptant quatre blocs. Il est construit entre 1930 et 1935 et épargné par les combats de juin 1940.
C'est l'un des petits ouvrages les mieux armés de la ligne car réalisé conformément aux plans initiaux. C'est aussi un des rares ouvrages de la ligne à avoir été construit entièrement à ciel ouvert, puis remblayé.

## Étymologie
Son nom provient de la ferme à proximité de laquelle il a été construit, la ferme Immerhof. Cependant, pendant la guerre, les membres de l'équipage en parlaient sous le nom de « Le Tiburce », nom de baptême qu'ils lui avaient donné en référence à saint Tiburce.

## Position sur la ligne
Faisant partie du sous-secteur d'Ettange (aujourd'hui Hettange-Grande) dans le secteur fortifié de Thionville (dans la région fortifiée de Metz, la partie la plus puissante du dispositif Maginot), l'ouvrage de l'Immerhof, portant l'indicatif A 10, est intégré à la « ligne principale de résistance » entre la casemate CORF d'intervalle du Bois-de-Kanfen Est (C 43) à l'ouest et des blockhaus RFM à l'est, à portée de tir des canons des gros ouvrages de Molvange (A 9) plus à l'ouest et de Soetrich (A 11) plus à l'est.
Il est situé à 7 km au nord de Thionville, ce qui en fait l'ouvrage le plus proche de la frontière franco-luxembourgeoise. Son rôle était de couvrir la route allant d'Hettange-Grande à Dudelange, l'actuel CD 15, ainsi que la voie ferrée Thionville-Luxembourg qui passe à proximité immédiate. Il assurait également la protection des autres organes Maginot situés à proximité : les deux casemates de Kanfen, l'abri du Stressling, l'abri et l'observatoire d'Hettange-Grande, ainsi que les nombreux blockhaus construits pendant la drôle de guerre.

## Description
L'ouvrage est composé en surface de trois blocs de combat et d'un bloc d'entrée, avec en souterrain des magasins à munitions, une usine (avec deux groupes électrogènes Renault de 80 chevaux) et les locaux de vie nécessaires aux 198 hommes d'équipage pour résister à un siège de trois mois (cuisine, infirmerie, chambrées, etc.).
C'est le seul ouvrage de la Ligne avec celui des Sarts, à avoir été construit entièrement à ciel ouvert puis remblayé, ce qui constitue une de ses nombreuses particularités.
Les blocs 1 et 2 sont des blocs d'infanterie similaires avec chacun une tourelle de mitrailleuses et deux cloche GFM (guetteur fusil mitrailleur).
Le bloc 3 est un bloc mixte d'artillerie et d'infanterie avec une tourelle avec deux mortiers de 81 mm, un créneau pour jumelage de mitrailleuses et une cloche GFM.
Le bloc d'entrée est armé avec un créneau mixte pour JM/AC 47 (jumelage de mitrailleuses et canon antichar de 47 mm), des créneaux pour FM, des goulottes lance-grenades, deux cloches GFM et une cloche lance-grenades.

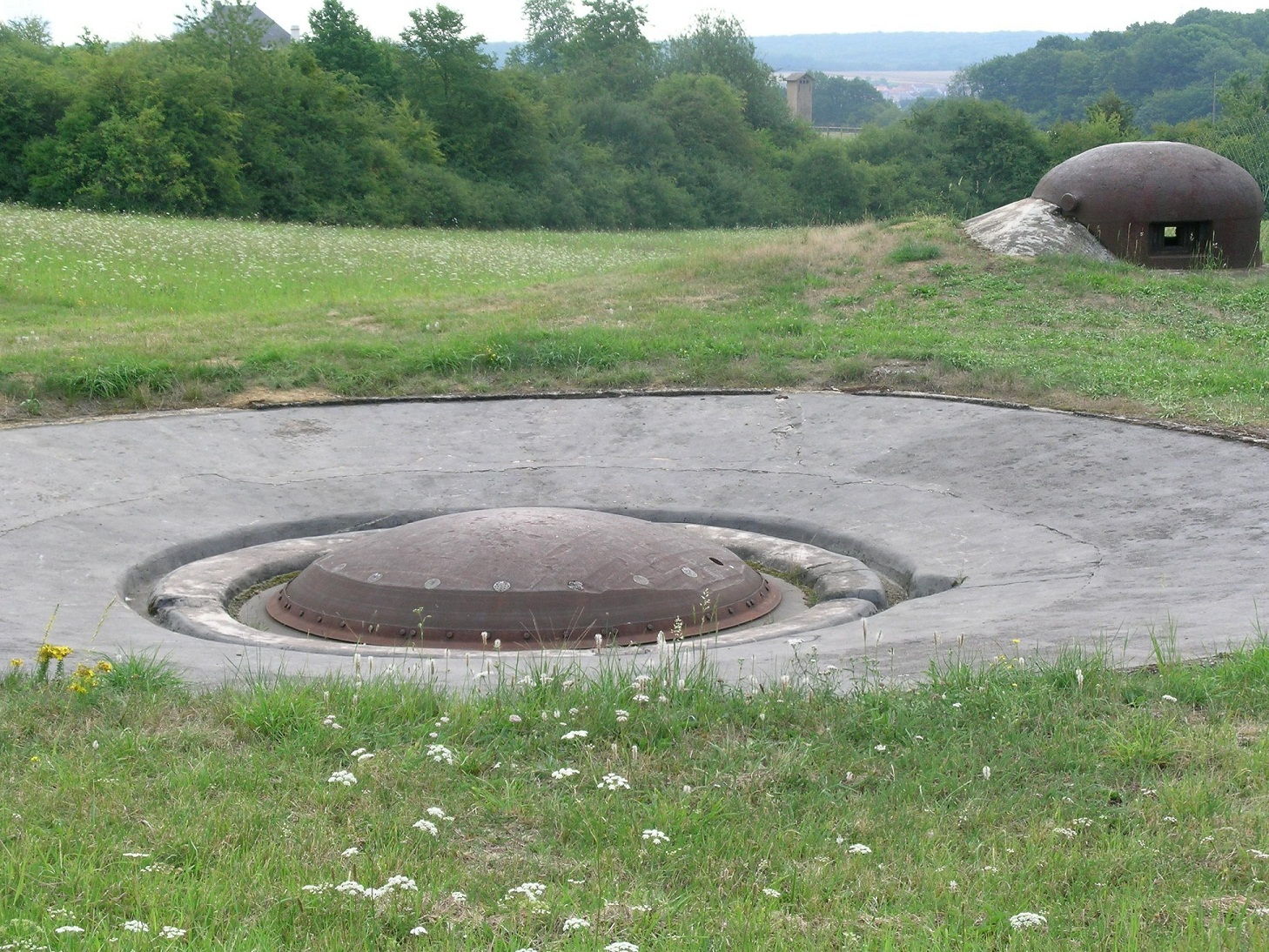
Tourelle de 81 mm en position éclipsée du bloc 3, protégée par une cloche GFM.
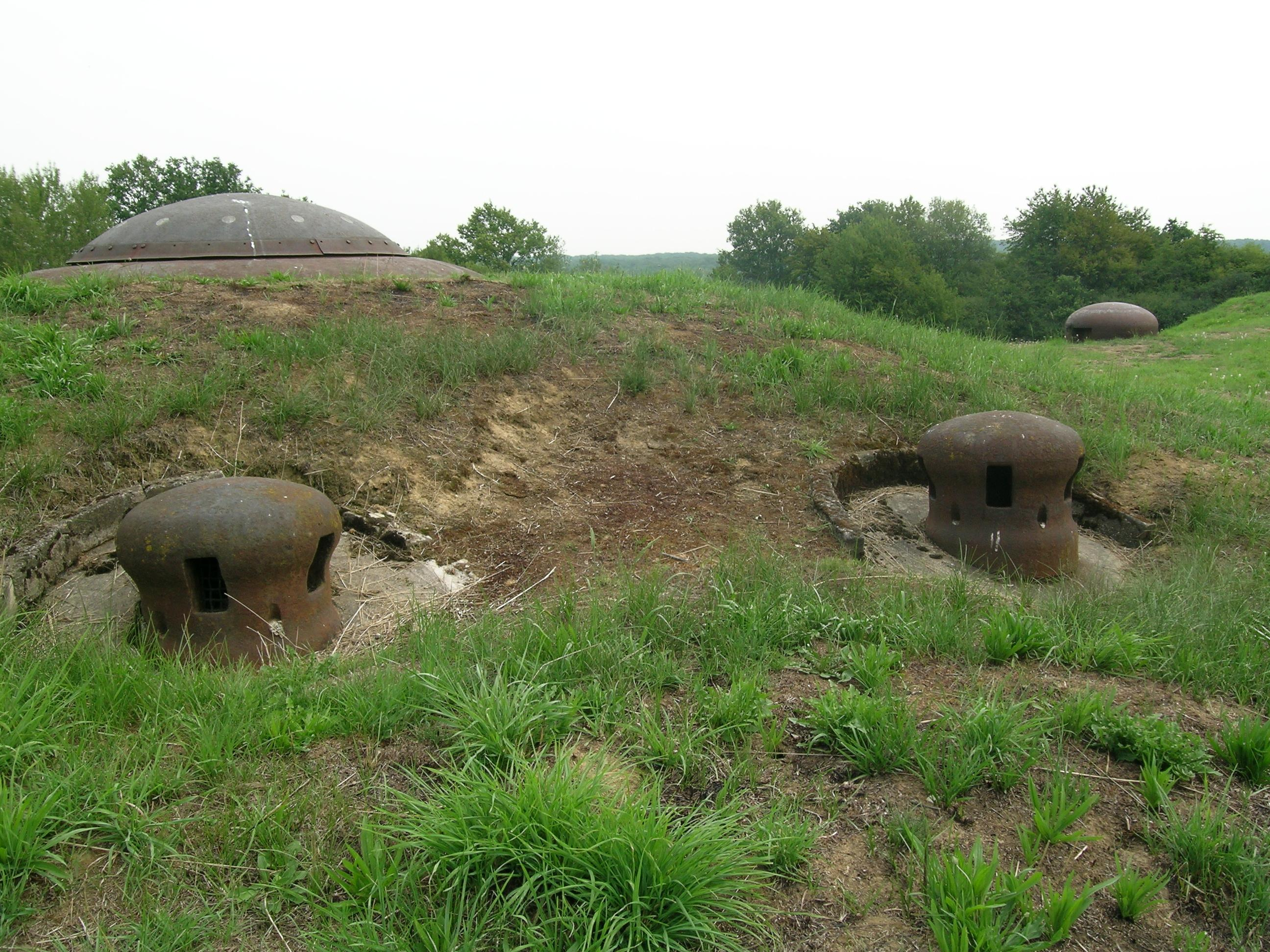
Champignons d'aération et tourelle de mitrailleuses du bloc 2.
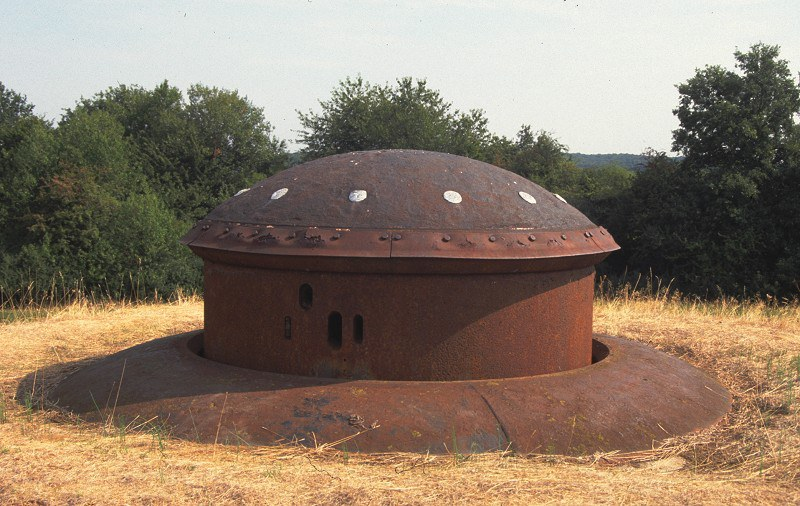
Tourelle de mitrailleuses du bloc 2.
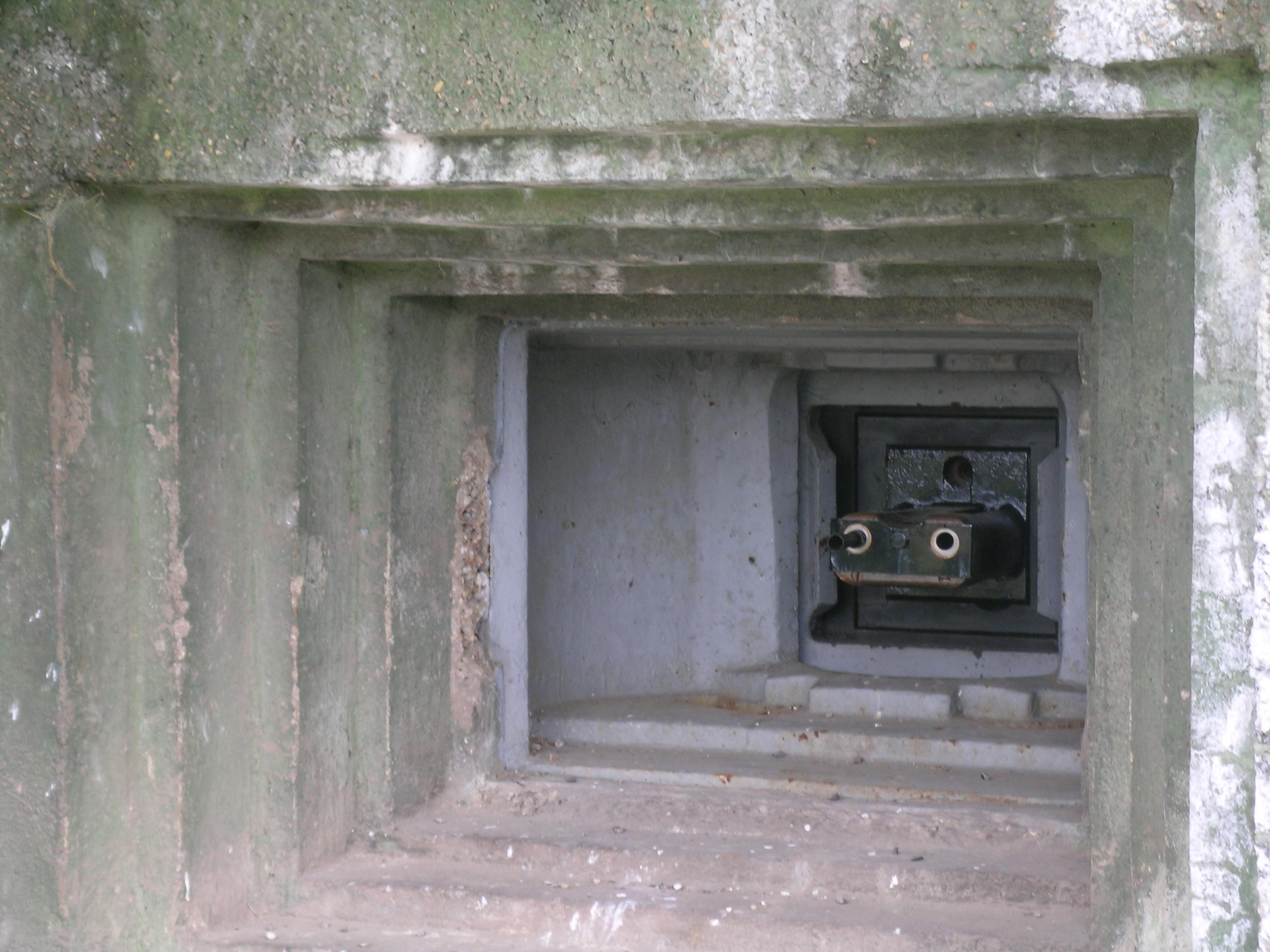
Créneau avec jumelage de mitrailleuses de l'entrée.

## De nos jours
La totalité de l'ouvrage ainsi que les espaces verts sont entretenus et remis en état par une association de bénévoles « Le Tiburce » depuis 20 ans. Les bénévoles ont ainsi pu remettre en marche les moteurs des groupes électrogènes ainsi que le réseau électrique, et le système de ventilation de tout l'ouvrage. D'autres travaux ont concerné la réfection des peintures. Tous les travaux sont réalisés dans un souci d'authenticité et de mémoire. Une des deux tourelles est actuellement totalement rénovée et en état de marche (avec moteur électrique ou manuellement). L'ouvrage est ouvert au public,, les visites sont organisées par les membres de l'association : les 2e et 4e dimanches des mois d'avril à septembre ainsi que les jours fériés.
« Le Tiburce » fonctionne grâce à l'aide de la commune d'Hettange-Grande et les droits d'entrée perçus pour les visites.